# 新民主主義党
新民主主義党（しんみんしゅしゅぎとう、ギリシャ語: Νέα Δημοκρατία, ラテン文字転写: Nea Dimokratia, 英語: New Democracy, 略称：ΝΔ / ND）は、1974年に設立されたギリシャの中道右派政党。かつては全ギリシャ社会主義運動（PASOK）と、現在では急進左派連合（SYRIZA）とギリシャの二大政党制を担っている。国際民主同盟、中道民主インターナショナルにも加盟している。

## 歴史
新民主主義党は1974年10月4日に元首相コンスタンディノス・カラマンリスらによって設立された。その2ヶ月後、カラマンリスは首相に任命され、7年間続いた軍事政権崩壊後初の首相に選ばれた。彼には1967年の軍事クーデター前に2回の首相経験がある。初の自由総選挙では新民主主義党は得票率54.4%を記録した。
カラマンリスは新民主主義党をクーデター以前の旧態依然とした政党とは異なる、より近代的・進歩的な中道右派政党にしようと考えていた。党のイデオロギーは“ラディカルな自由主義”であるとされ、これは“社会的正義の立場に立って自由貿易主義を拡大すること”であると定義された。
1977年には新民主主義党は再び総選挙に勝利した。カラマンリスのもと、ギリシャはNATOとの関係を整理し、トルコの介入が絡んだキプロス問題を解決する予定であった。しかし1980年にカラマンリスは引退し、彼の後継であるゲオルギオス・ラリスは1981年10月の総選挙でアンドレアス・パパンドレウ率いる全ギリシャ社会主義運動（PASOK）に敗れ下野した。ギリシャのEC加盟は新民主主義党が主導することで決定された。カラマンリスは野党から国民投票を認めなかったことで非難された。国民の大半はEC加盟に反対であったといわれる。
新民主主義党はコンスタンディノス・ミツォタキスを首班として1989年に少数与党として政権を握った。1年後の選挙の結果、議席の過半数を制した。その後は続けて選挙に敗北している。1993年にはミツォタキスを党首として、1996年にはMiltiades Evertのもとで、2000年には党の創設者の甥であるコスタス・カラマンリスを擁して敗北した。2000年の選挙では党の歴史上最も獲得議席が少なかった。
しかし2003年になると新民主主義党は世論調査でコスタス・シミティスに率いられたPASOKを常にリードしていた。2004年の1月にシミティスは首相を辞任し、3月7日の総選挙を発表した。PASOKの新しい指導者にはゲオルギオス・パパンドレウが就き、事前にはPASOKの勝利が予想されたが、カラマンリスが勝利し7年ぶりに新民主主義党が政権についた。
カラマンリス政権は2007年の選挙でも辛勝し、新自由主義的な改革を進めたが、世界的な金融危機による景気後退から社会不安を招き、若者の暴動なども多発した。このためカラマンリス首相は国民に信を問うべく2009年に議会を繰上げ解散したがPASOKに敗れ、5年ぶりに下野。党首はアントニス・サマラスに交代した。その後ギリシャは金融危機に見舞われ、2011年にはPASOKとの大連立政権が発足。2012年6月の総選挙では第1党となり、サマラスを首班とする大連立政権が発足した。2015年1月25日に行われた総選挙では76議席にとどまり、第一党の座を急進左派連合に明け渡すこととなったが、2019年7月7日に行われた総選挙では過半数となる158議席を獲得し、結果を受けキリアコス・ミツォタキス党首が首相に就任した。再選挙までもつれた2023年の総選挙では過半数の158議席を獲得し、第2次ミツォタキス内閣が発足した。

## 歴代党首
| 1 |  | コンスタンディノス・カラマンリス | 1974年10月4日 - 1980年5月10日  |
| 2 |  | ゲオルギオス・ラリス             | 1980年5月10日 - 1981年10月21日 |
| 3 |  | エヴァンゲロス・アヴァロフ       | 1981年10月21日 - 1984年9月1日  |
| 4 |  | コンスタンディノス・ミツォタキス | 1984年9月1日 - 1993年11月3日   |
| 5 |  | ミルティアディス・エヴァート     | 1993年11月3日 - 1997年3月21日  |
| 6 |  | コスタス・カラマンリス           | 1997年3月21日 - 2009年11月30日 |
| 7 |  | アントニス・サマラス             | 2009年11月30日 - 2015年7月5日  |
| 8 |  | キリアコス・ミツォタキス         | 2016年1月11日 - （現職）       |